# Neuilly-sur-Eure

Neuilly-sur-Eure este o comună în departamentul Orne, Franța. În 1 ianuarie 2018 avea o populație de 567 de locuitori.